# Carles Planas
Carles Planas Antolínez (San Celoni, Barcelona, 4 de marzo de 1991) es un exfutbolista español que jugaba como defensa.

## Trayectoria

### F. C. Barcelona
Carles ha estado en todas las categorías inferiores del F. C. Barcelona en La Masía, donde ingresó a la edad de 10 años ascendiendo de nivel cada año. Hasta el año 2009 jugó en el Juvenil A con quienes se proclamó subcampeón de Europa con la sub-19. En el mismo año debutó con el filial F. C. Barcelona "B", jugando solo tres partidos con los dirigidos por Luis Enrique.
El 28 de noviembre de 2012 hizo su debut oficial en el primer equipo, a manos del técnico Tito Vilanova, en el partido por Copa del Rey ante el Deportivo Alavés, sustituyendo al brasileño Adriano Correia en el minuto 70.

El 5 de diciembre del mismo año debutó como titular en la Liga de Campeones de la UEFA en la última fecha de la fase de grupos, ante el S. L. Benfica de Portugal.
En 2012 realizó la pretemporada del primer equipo por Europa, el entrenador Tito Vilanova lo nominó para participar, disputando varios partidos y llegando a conseguir el Trofeo de París frente al PSG definido a través de los penales tras un empate 2-2.

### Celta de Vigo y Girona F. C.
En julio de 2014 se desvinculó del F. C. Barcelona y firmó tres temporadas con el Celta de Vigo.
A mediados de 2017 firmó con el Girona F. C. para jugar en Primera División. Con el conjunto gerundense jugaría durante la temporada 2017-18 cinco partidos de liga y dos de Copa del Rey mientras que en la temporada 2018-19, participó en siete partidos de liga y en ninguno de los seis de Copa del Rey que jugó su equipo.

### AEK Larnaca
En agosto de 2019 firmó con el AEK Larnaca de Chipre, donde estuvo compitiendo durante dos temporadas. Tras esta etapa decidió poner fin a su carrera y fundó una agencia de representación de jugadores.

## Estadísticas

### Clubes
| Club                         | Div.          | Temporada     | Liga  | Liga  | Copas nacionales | Copas nacionales | Copas internacionales | Copas internacionales | Total | Total |
| Club                         | Div.          | Temporada     | Part. | Goles | Part.            | Goles            | Part.                 | Goles                 | Part. | Goles |
| ---------------------------- | ------------- | ------------- | ----- | ----- | ---------------- | ---------------- | --------------------- | --------------------- | ----- | ----- |
| F. C. Barcelona "B" · España | 2.ª B         | 2008-09       | 1     | 0     | ―                | ―                | ―                     | ―                     | 1     | 0     |
| F. C. Barcelona "B" · España | 2.ª B         | 2009-10       | 3     | 0     | ―                | ―                | ―                     | ―                     | 3     | 0     |
| F. C. Barcelona "B" · España | 2.ª           | 2010-11       | 17    | 0     | ―                | ―                | ―                     | ―                     | 17    | 0     |
| F. C. Barcelona "B" · España | 2.ª           | 2011-12       | 32    | 0     | ―                | ―                | ―                     | ―                     | 32    | 0     |
| F. C. Barcelona "B" · España | 2.ª           | 2012-13       | 32    | 1     | ―                | ―                | ―                     | ―                     | 32    | 1     |
| F. C. Barcelona · España     | 1.ª           | 2012-13       | 0     | 0     | 1                | 0                | 1                     | 0                     | 2     | 0     |
| F. C. Barcelona · España     | Total club    | Total club    | 0     | 0     | 1                | 0                | 1                     | 0                     | 2     | 0     |
| F. C. Barcelona "B" · España | 2.ª           | 2013-14       | 35    | 1     | ―                | ―                | ―                     | ―                     | 35    | 1     |
| F. C. Barcelona "B" · España | Total club    | Total club    | 120   | 2     | 0                | 0                | 0                     | 0                     | 120   | 2     |
| R. C. Celta de Vigo · España | 1.ª           | 2014-15       | 11    | 0     | 3                | 0                | ―                     | ―                     | 14    | 0     |
| R. C. Celta de Vigo · España | 1.ª           | 2015-16       | 26    | 0     | 5                | 0                | ―                     | ―                     | 31    | 0     |
| R. C. Celta de Vigo · España | 1.ª           | 2016-17       | 12    | 0     | 0                | 0                | 2                     | 0                     | 14    | 0     |
| R. C. Celta de Vigo · España | Total club    | Total club    | 49    | 0     | 8                | 0                | 2                     | 0                     | 59    | 0     |
| Girona F. C. · España        | 1.ª           | 2017-18       | 5     | 0     | 2                | 0                | ―                     | ―                     | 7     | 0     |
| Girona F. C. · España        | 1.ª           | 2018-19       | 7     | 0     | 0                | 0                | ―                     | ―                     | 7     | 0     |
| Girona F. C. · España        | Total club    | Total club    | 12    | 0     | 2                | 0                | 0                     | 0                     | 14    | 0     |
| AEK Larnaca Chipre           | 1.ª           | 2019-20       | 13    | 1     | 2                | 0                | 0                     | 0                     | 15    | 1     |
| AEK Larnaca Chipre           | 1.ª           | 2020-21       | 0     | 0     | 1                | 1                | ―                     | ―                     | 1     | 1     |
| AEK Larnaca Chipre           | Total club    | Total club    | 13    | 1     | 3                | 1                | 0                     | 0                     | 16    | 2     |
| Total carrera                | Total carrera | Total carrera | 194   | 3     | 14               | 1                | 3                     | 0                     | 211   | 4     |

## Palmarés

### Campeonatos nacionales
| Título                            | Club                        | País   | Año  |
| --------------------------------- | --------------------------- | ------ | ---- |
| División de Honor Juvenil         | F. C. Barcelona Juvenil "A" | España | 2009 |
| Copa de Campeones de Liga Juvenil | F. C. Barcelona Juvenil "A" | España | 2009 |